# Casa del Gran Portale

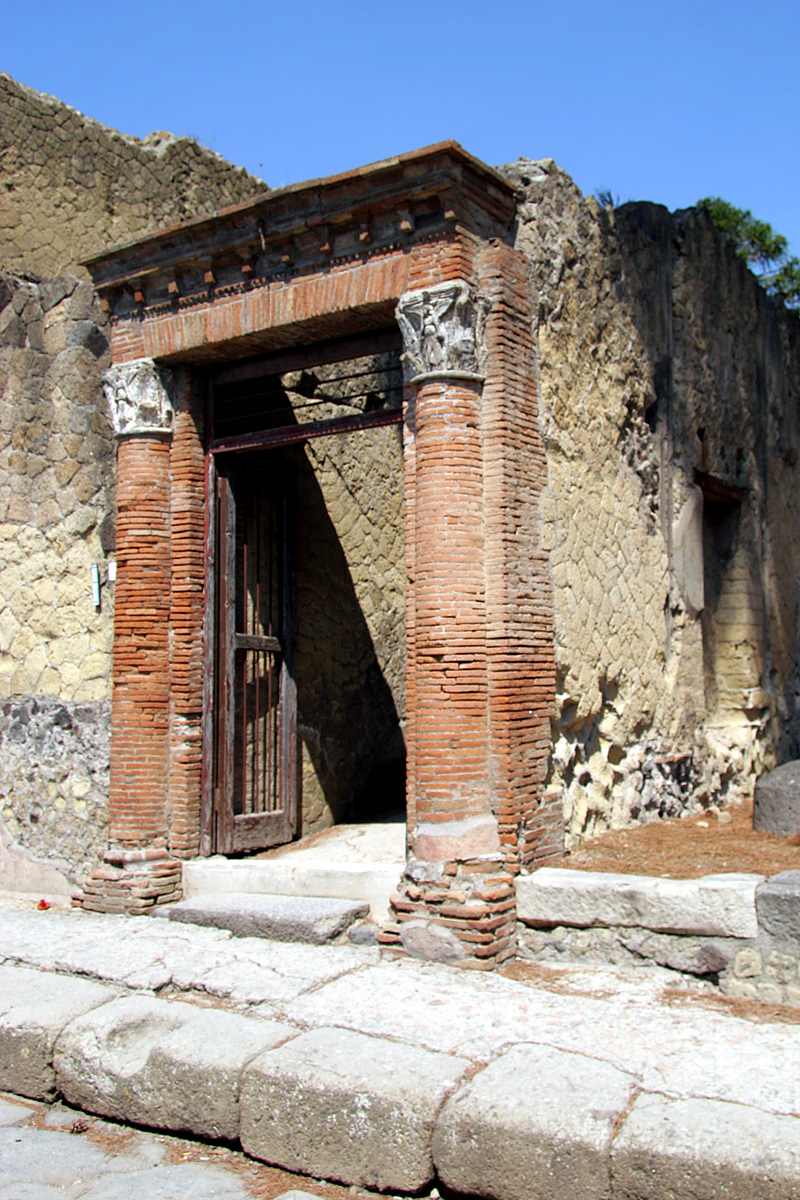
Il portale d'ingresso

La casa del Gran Portale è una casa di epoca romana, sepolta durante l'eruzione del Vesuvio del 79 e ritrovata a seguito degli scavi archeologici dell'antica Ercolano: è così chiamata per il portale d'ingresso decorato con semicolonne con capitelli ornati con delle Vittorie.

## Storia e descrizione
La casa del Gran Portale fu costruita all'inizio del I secolo, in uno spazio acquistato dalla vicina casa Sannitica, dove sorgeva il peristilio: restaurata a seguito del terremoto di Pompei del 62, quando venne aggiunto anche il portale, fu sepolta sotto una coltre di fango, poi solidificatosi diventando tufo, a seguito delle colate piroclastiche dell'eruzione del Vesuvio del 79; venne riportata alla luce nei primi decenni del XX secolo, grazie alle indagini archeologiche condotte da Amedeo Maiuri.

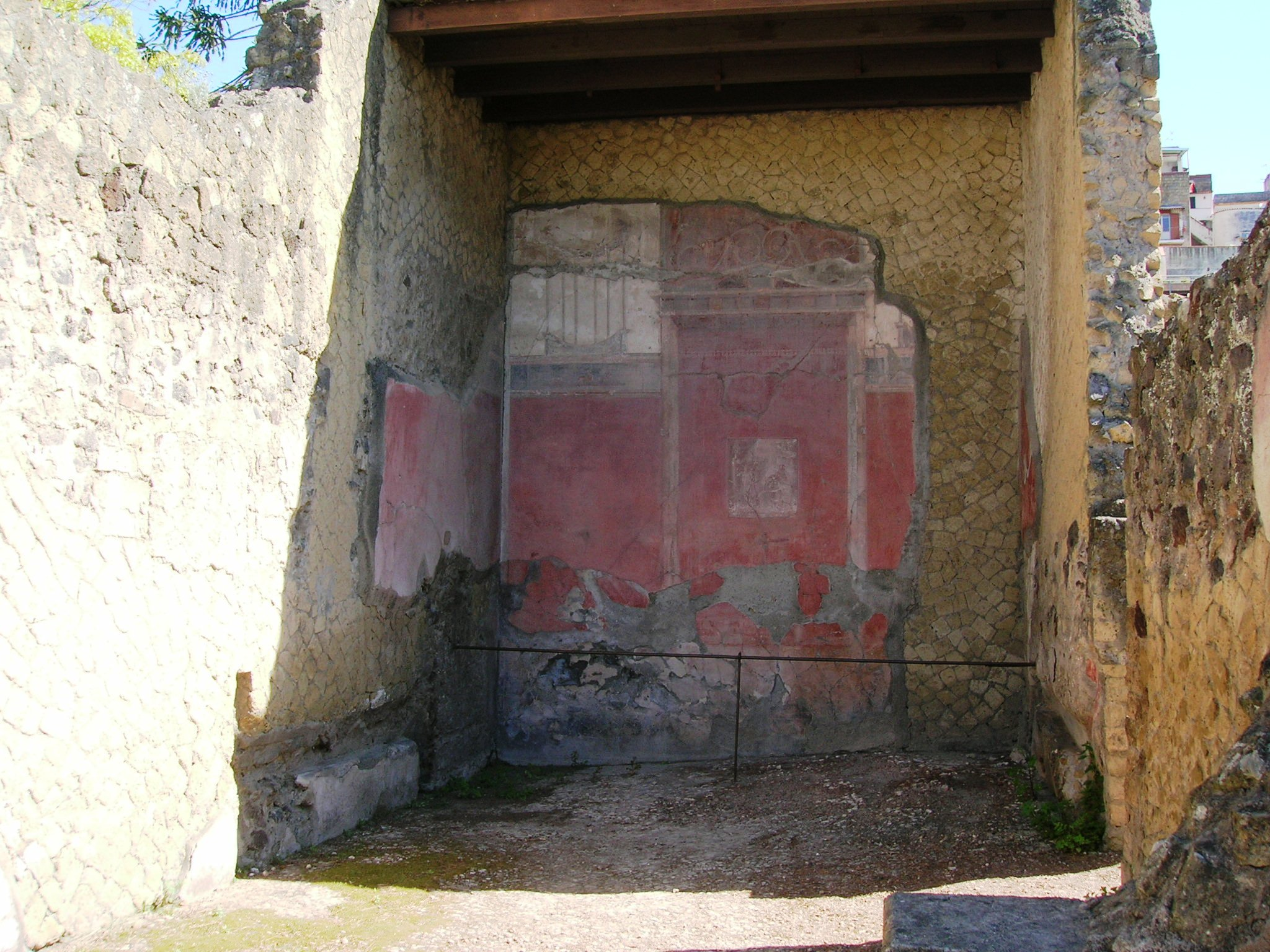
Il triclinio

Il portale d'ingresso della casa presenta due semicolonne con capitelli in tufo che riportano delle Vittorie alate come decorazione: un cornicione a mensola in laterizio è posto sulle due colonne e tutto doveva essere rivestito da intonaco rosso; questo tipo di struttura rappresenta una delle novità architettoniche utilizzata a partire dalla seconda metà del I secolo. Superato un breve corridoio, si accede al cuore della casa, che non risponde al classico impianto di abitazione romana, ma si adatta allo spazio disponibile: manca infatti l'atrio, sostituito da un vestibolo allungato, a forma di "L", che presenta tra l'altro delle colonne scanalate, riutilizzate dal vecchio peristilio, mentre sono andate quasi completamente perdute le decorazioni parietali, eccetto quelle della parete ovest, dove si osservano, su un fondo nero, due uccelli che beccano rispettivamente una farfalla e delle ciliegie, mentre nella parte superiore disegni di motivi geometrici. Sul vestibolo si aprono diversi ambienti, come un piccolo cortile, utilizzato sia per raccogliere l'acqua piovana, sia per dare luce all'interno della casa, ornato con un affresco ritraente un giardino, il triclinio, con pannelli in rosso, al cui centro di uno è raffigurata una scena dionisiaca, con un Sileno tra due satiri, che osserva Arianna e Dioniso, quest'ultimo seduto e nudo ai piedi di una colonna, la diaeta, con affreschi che riproducono una serie di trofei, armi e maschere, contornati da tritoni, centauri e drappi, su un fondo azzurro, e pavimento a mosaico, l'esedra, con alle pareti raffigurazioni di un giardino con uccelli e amorini che raccolgono fiori e sopra un fregio con tende e due cubicoli. Un breve corridoio conduce agli ambienti di servizio, tra cui la cucina, con latrina; all'interno della casa furono ritrovate tre anfore prive di collo, le quali contenevano, come testimoniato dalle scritte che riportano, ceci bianchi, farina di spelta di Puglia e riso. Con molta probabilità, la casa possedeva anche una bottega, che si apriva direttamente sulla strada, data in affitto.